# Moldauische Rugby-Union-Nationalmannschaft
Die moldauische Rugby-Union-Nationalmannschaft vertritt die Republik Moldau in der Sportart Rugby Union. Sie gehört der dritten Stärkeklasse (third tier) an. 1993 trat erstmals eine moldauische Rugbynationalmannschaft zu einem internationalen Spiel an. Zuvor spielte das Team als Teil der Sowjetunion und der Gemeinschaft Unabhängiger Staaten. Die Mannschaft spielt in der Division 1B des European Nations Cup. Bislang konnten die Moldauer sich noch nicht für eine Weltmeisterschaft qualifizieren.

## Geschichte
1936 wurde der Rugbyunionverband der Sowjetunion gegründet. Bis 1991 war die moldauische Mannschaft Teil dieses Verbandes. Am 10. Oktober 1993 spielte die moldauische Nationalmannschaft das erste offizielle Spiel seiner Geschichte gegen Litauen, das mit 22:6 gewonnen wurde.
Die Weltmeisterschaft in Frankreich verpasste die Mannschaft. In der zweiten Runde belegte das Team in Gruppe B den zweiten Platz hinter Deutschland und kam somit weiter. In der dritten Qualifikationsrunde verlor Moldau neben drei Erfolgen gegen Spanien, wurde zweiter in Gruppe A und schied aus.

## Länderspiele
| Land        | Spiele | Gewonnen | Verloren | Unentschieden |
| ----------- | ------ | -------- | -------- | ------------- |
| Andorra     | 2      | 1        | 0        | 1             |
| Belgien     | 4      | 2        | 2        | 0             |
| Bulgarien   | 3      | 3        | 0        | 0             |
| Dänemark    | 1      | 1        | 0        | 0             |
| Deutschland | 2      | 1        | 1        | 0             |
| Georgien    | 1      | 0        | 1        | 0             |
| Israel      | 1      | 1        | 0        | 0             |
| Kroatien    | 1      | 0        | 1        | 0             |
| Lettland    | 4      | 1        | 3        | 0             |
| Litauen     | 2      | 2        | 0        | 0             |
| Luxemburg   | 1      | 1        | 0        | 0             |
| Malta       | 2      | 2        | 0        | 0             |
| Monaco      | 1      | 1        | 0        | 0             |
| Niederlande | 3      | 2        | 1        | 0             |
| Norwegen    | 1      | 1        | 0        | 0             |
| Österreich  | 2      | 1        | 1        | 0             |
| Polen       | 1      | 1        | 0        | 0             |
| Serbien     | 4      | 2        | 1        | 1             |
| Slowenien   | 2      | 0        | 2        | 0             |
| Spanien     | 1      | 0        | 1        | 0             |
| Tschechien  | 1      | 0        | 1        | 0             |
| Ukraine     | 3      | 1        | 2        | 0             |
| Ungarn      | 3      | 3        | 0        | 0             |
| Total       | 46     | 27       | 17       | 2             |

## Ergebnisse bei Weltmeisterschaften
- Weltmeisterschaft 1987: nicht teilgenommen
- Weltmeisterschaft 1991: nicht teilgenommen
- Weltmeisterschaft 1995: nicht teilgenommen
- Weltmeisterschaft 1999: nicht qualifiziert
- Weltmeisterschaft 2003: nicht qualifiziert
- Weltmeisterschaft 2007: 3. Qualifikationsrunde